# Variación conjetural
La Variación conjetural es un término usado en la teoría del oligopolio y se refiere a la creencia que una empresa tiene sobre la forma en que sus competidores pueden reaccionar si varía su producción (o precio). La firma crea una conjetura sobre la variación en la producción de la otra empresa que generará un cambio en su propia producción. Por ejemplo, en el clásico modelo de Cournot, se supone que cada empresa trata a la producción de las otras empresas como independiente. Esto a veces se llama la "conjetura de Nash", ya que su base es el concepto del equilibrio de Nash. Sin embargo, se pueden hacer hipótesis alternativas. Suponga que tiene dos empresas que producen el mismo bien, por lo que el precio de la industria está determinada por la producción combinada de las dos empresas (pensar en el duopolio de agua en Cournot 1838). Supongamos ahora que cada empresa tiene lo que se llama la "conjetura de Bertrand" de -1. Esto significa que si la empresa A aumenta su producción, se conjetura que la empresa B reducirá su producción a la empresa exactamente compensado el aumento de A, por lo que la producción total y por lo tanto el precio se mantiene sin cambios. Con la conjetura de Bertrand, las empresas actúan como si ellos creen que el precio de mercado se ve afectado por su propia producción, debido a que cada empresa cree que la otra empresa ajustará su producción por lo que la producción total será constante. En el otro extremo es la maximización de la conjetura Joint-Beneficio de 1. En este caso cada firma cree que el otro va a imitar exactamente cualquier cambio en la producción que hace, lo que lleva (con constante costo marginal) a las empresas que se comportan como un solo monopolio proveedor.

## Historia
La noción de conjeturas ha mantenido una larga historia en la teoría de la organización industrial desde la introducción de variaciones conjeturales por Arthur Lyon Bowley en 1924 y Ragnar Frisch (1933) (un útil resumen de la historia es proporcionada por Giacoli). No sólo son variaciones conjeturales (en adelante VC) modelos capaces de capturar una serie de resultados de comportamiento - desde competitiva a una cooperativa, pero también tienen un parámetro que tiene una interpretación económica simple. También se han encontrado muy útil modelos CV en el análisis empírico de ... comportamiento de las empresas en el sentido de que proporcionan una descripción más general del comportamiento de las empresas ... que el equilibrio de Nash estándar.
Como Stephen Martin ha afirmado: Hay muchas razones para creer que los oligopolistas en los diferentes mercados interactúan de diferentes maneras, y que es útil disponer de modelos que pueden captar una amplia gama de tales interacciones. Los modelos de oligopolio conjeturales, en cualquier caso, han sido más útiles que los modelos de oligopolio de teoría de juegos para guiar la especificación de la investigación empírica en economía industrial.

## Conjeturas consistentes
Las variaciones conjeturales de las empresas determinan las pendientes de sus funciones de reacción. Por ejemplo, en el modelo estándar de Cournot, la conjetura es de una reacción cero, sin embargo, la pendiente real de la función de reacción de Cournot es negativo. ¿Qué sucede si se requiere la pendiente real de la función de reacción para que sea igual a la conjetura? Algunos economistas argumentaron que podríamos precisar las conjeturas por una condición de consistencia, más notablemente, Timothy Bresnehan en 1981. consitency de Bresnehan era una condición local que requiere la pendiente real de la función de reacción a ser igual a la conjetura en las salidas de equilibrio. Con la demanda de la industria lineales y cuadráticas costos, lo que dio lugar a la consecuencia de que la conjetura consistente depende de la pendiente de la función de costo marginal: por ejemplo, con los costos de segundo grado de la forma (véase más adelante) costo = a.x2, la conjetura es consistente único y determinado por una. Si a = 0, entonces la conjetura consistente único es la conjetura de Bertrand {\displaystyle \phi ^{*}=-1}, Y como se hacen más grandes, los aumentos conjetura consistentes (se hace menos negativa), pero es siempre menor que cero para un finito.
El concepto de conjeturas consistentes fue criticado por varios economistas de renombre. En esencia, el concepto de conjeturas consistentes fue visto como no compatible con los modelos estándar de la racionalidad empleada en la teoría de juegos.